# Ernest et Célestine (film)
Pour la série de livres, voir Ernest et Célestine.
Série
Ernest et Célestine : Le Voyage en Charabie
(2022)
Pour plus de détails, voir Fiche technique et Distribution.
Ernest et Célestine est un film d'animation belgo-franco-luxembourgeois co-réalisé par Stéphane Aubier, Vincent Patar et Benjamin Renner, sorti en 2012. Ce dessin animé en deux dimensions s'inspire de la série de livres pour la jeunesse du même nom publiée par l'auteure et illustratrice belge Gabrielle Vincent de 1981 à 2000.
Le film reçoit un très bon accueil des critiques de presse et est un succès au box-office. Il remporte en outre plusieurs distinctions, dont le César du meilleur film d'animation en 2013 et une nomination pour l'Oscar du meilleur film d'animation en 2014. L'univers du film est ensuite développé en série télévisée d'animation.

## Synopsis
Célestine est une jeune souris qui vit dans le monde souterrain des rongeurs, tandis que la surface est habitée par les ours. Les deux peuples ne se fréquentent pas du tout. À l'orphelinat où grandit Célestine, la vieille gardienne terrifie les enfants avec l'histoire du Grand Méchant Ours, mais Célestine n'y croit pas. Quelques années après, elle doit suivre un entraînement pour devenir dentiste, comme tous les rongeurs, mais elle n'a pas envie de devenir dentiste et préfère dessiner. Elle est tout de même envoyée pour faire la récolte des dents de lait que les oursons laissent sous leurs oreillers, et se retrouve à la surface, dans la ville des ours. Célestine doit récupérer la dent de lait d'un ourson dont le père tient la confiserie Le Roi du sucre et dont la mère vend des dents de rechange dans la boutique d'en face, La Dent dure. Mais Célestine est aperçue et poursuivie. Elle atterrit dans une poubelle où elle finit enfermée toute la nuit. Au matin, l'ours Ernest se réveille affamé, et, s'apercevant qu'il n'a plus rien à manger, quitte la maison où il vit dans un petit bois sur une colline à l'écart de la ville pour aller gagner quelques pièces en faisant l'homme-orchestre sur la place. Mais les policiers finissent par lui confisquer ses instruments. Ernest a si faim qu'il se résout à faire les poubelles, et finit par découvrir Célestine, qu'il s'apprête à manger. Mais Célestine le convainc de ne pas la manger et lui montre un moyen d'aller se rassasier chez Le Roi du sucre en passant par le soupirail de la cave. Ernest, repu, remercie Célestine, qui rentre chez elle.
Mais la souris n'a pu rapporter qu'une dent, récolte catastrophique qui lui vaut, le lendemain, les moqueries de ses camarades et un sermon de la part du chef dentiste. Célestine est renvoyée en mission avec interdiction de revenir avant d'avoir accumulé cinquante dents d'ours. De retour à la surface, la souris tombe sur Ernest, qui vient d'être découvert par le patron de la confiserie et est en train d'être embarqué par la police. Célestine saute dans le fourgon, ronge les liens d'Ernest et l'aide à fuir puis à se cacher. En échange, Ernest l'aide à dévaliser La dent dure et à rentrer chez elle avec un énorme sac de dents. Célestine tient sa vengeance contre le chef dentiste, mais son triomphe tourne court lorsqu'Ernest, qui s'est endormi dans l'orphelinat des souris, est découvert par les rongeurs terrifiés. Tous deux s'enfuient et parviennent à semer la police des rongeurs. De retour chez lui, Ernest refuse d'abord d'héberger Célestine, puis s'adoucit peu à peu en se rendant compte qu'il tient à elle. Le lendemain et les jours suivants, les deux amis vivent dans le calme et la bonne humeur loin de leurs villes respectives. Mais la radio leur apprend que la police des ours et celle des souris sont toujours à leur recherche, et leur sommeil est agité par des cauchemars. Ils camouflent le camion d'Ernest en le peignant aux couleurs de l'herbe, puis passent un hiver paisible pendant lequel Célestine guérit Ernest d'un rhume, admire les paysages d'hiver et exerce librement ses talents de peintre. Mais au printemps, quand la neige fait place à la pluie, la peinture du camouflage du camion fond et le véhicule, mal garé, redescend la colline en marche arrière jusqu'à la ville, laissant une large piste de peinture verte qui mène droit à la maison des deux amis.
Les deux polices ne tardent pas à arriver, les ours par la porte, les souris par la cave. Ernest est arrêté par les souris tandis que Célestine tente en vain une ruse pour écarter les ours et est également capturée. Mis en prison, les deux amis subissent chacun un procès où ils risquent la mort. Au-delà des vols et des dégâts divers, on leur reproche surtout de faire peur aux gens. Chacun se défend devant un public au fond pas si effrayé. Sur un mouvement brusque d'un des juges, une lampe tombe et un incendie se déclare, qui se propage bientôt aux deux palais de justice, car celui des souris est situé juste au-dessous de celui des ours. Les juges s'obstinent à continuer le procès sans comprendre le danger : tout le monde s'enfuit en les abandonnant, sauf Ernest et Célestine. Ernest emporte le juge souris pour le mettre hors de danger, tandis que Célestine parvient à persuader le juge ours d'aller se mettre à l'abri. Ayant sauvé chacun son juge, Ernest et Célestine ont fait la preuve de leur honnêteté : ils obtiennent de pouvoir se retrouver et de retourner vivre ensemble, tandis qu'ours et souris comprennent qu'ils n'ont pas à avoir peur les uns des autres. De retour dans la maison d'Ernest, les deux amis vivent paisiblement, et, un jour, ils ont l'idée de raconter leurs aventures, en les enjolivant un peu pour qu'elles ne soient pas trop effrayantes : le film s'achève lorsque Célestine commence à les dessiner.

## Fiche technique
Sauf indication contraire, les informations mentionnées dans cette section peuvent être confirmées par la base de données cinématographiques IMDb,  présente dans la section « Liens externes ».
- Titre : Ernest et Célestine
- Réalisation : Stéphane Aubier, Vincent Patar, Benjamin Renner
- Scénario : Daniel Pennac
- Musique : Vincent Courtois
  - Paroles : Thomas Fersen
- Direction artistique: Zaza et Zyk
- Montage : Fabienne Alvarez-Giro
- Production : Didier Brunner, Henri Magalon, Vincent Tavier
- Studios de production : Les Armateurs, La Parti Production, Mélusine Productions, en coproduction avec Studiocanal, Maybe Movies, France 3 cinéma
- Sociétés de distribution : Studiocanal (France), Cinéart (Belgique)
- Budget : 9 200 000 euros[1]
- Pays de production :  Belgique,  France,  Luxembourg
- Langue originale : français
- Format : couleur - 1,85:1 - Dolby Digital
- Durée : 80 minutes
- Dates de sortie :
  - France : 12 décembre 2012
  - Pays-Bas : 13 décembre 2012
  - Belgique : 19 décembre 2012
  - Suisse : 19 décembre 2012

## Distribution
- Lambert Wilson : Ernest
- Pauline Brunner : Célestine
- Anne-Marie Loop : la Grise, souris gardienne de l'orphelinat
- Patrice Melennec : Georges, le confiseur ours
- Brigitte Virtudes : Lucienne, la dentiste ourse, femme de Georges
- Léonard Louf : Léon, le fils de Georges et Lucienne
- Dominique Collignon-Maurin : le chef de clinique rat
- Perrette Pradier : l'infirmière en chef souris
- Yann Le Madic : l'avocat rat d'Ernest
- Féodor Atkine : le juge grizzly
- Pierre Baton : le juge rat
- Vincent Grass : le chef policier ours
- Patrice Dozier : le chef policier rat
- Jacques Ciron : monsieur Rançonnet, le client ours de La dent dure

## Production
Le projet est lancé par le producteur Didier Brunner fin 2007 et un pilote d'animation est achevé après un an. La recherche des financements pour le film dure jusqu'en avril 2009. De mi-2009 à mi-2010, l'essentiel du travail porte sur l'élaboration du storyboard. La phase de production proprement dite, consistant à réaliser l'animation, dure ensuite un an et demi, puis la post-production est plus courte.

### Début du projet et choix des réalisateurs
Le projet du film est à l'origine une initiative du producteur Didier Brunner : connaissant la série d'albums illustrés Ernest et Célestine depuis longtemps, il saisit l'occasion d'acquérir les droits d'adaptation audiovisuelle de la série lorsque le neveu de Gabrielle Vincent envisage de les céder pour une série animée ; Brunner opte cependant pour un film de cinéma. En décembre 2007, Didier Brunner contacte Benjamin Renner pour travailler à un pilote d'animation définissant les principales orientations du projet de long métrage ; Renner est alors directeur artistique,. La réalisation de ce pilote d'animation dure environ un an.
Après son achèvement, le premier réalisateur pressenti par Didier Brunner laisse sa place et Brunner propose alors à Benjamin Renner de réaliser le film ; n'ayant encore jamais réalisé de long métrage, Renner demande à être associé à des coréalisateurs plus aguerris, qui sont les Belges Vincent Patar et Stéphane Aubier, réalisateurs de la série animée Panique au village (réalisée en animation image par image à l'aide de figurines). Le film est ainsi coréalisé par trois réalisateurs : Benjamin Renner, Vincent Patar et Stéphane Aubier. La production du film proprement dit (après le pilote) commence en 2009. Les trois réalisateurs se répartissent les tâches : tous trois travaillent ensemble sur le script, le storyboard et le découpage, puis Benjamin Renner s'occupe de la création graphique du film tandis que Vincent Patar et Stéphane Aubier interviennent de nouveau lors de la post-production, pour les voix, les bruitages et le mixage.

### Scénario
Le scénario est écrit par l'écrivain et scénariste Daniel Pennac, puis retravaillé par les trois réalisateurs en fonction des contraintes de l'animation. L'équipe du film tente d'autant plus de respecter au mieux l'univers des livres de Gabrielle Vincent que celle-ci, de son vivant, avait refusé toutes les propositions d'adaptations à l'écran, en raison du style très lisse et impersonnel du projet d'adaptation qui lui avait été proposé par un studio anglais. L'équipe prend finalement le parti d'un hommage plutôt que d'une adaptation littérale de l'univers des livres : Renner intègre à l'intrigue l'univers de Daniel Pennac, et l'histoire définitive prend davantage la forme d'une porte d'entrée à l'univers des albums que d'une transposition directe, d'où l'atmosphère un peu plus sombre du scénario du film. Benjamin Renner met en avant la créativité des personnages présente dans le scénario de départ proposé par Pennac et l'emploie pour renforcer la cohérence visuelle et narrative du film.

### Graphismes
Les graphismes du film se veulent aussi fidèles que possible à ceux des albums originaux, en particulier à l'économie de traits des dessins de Gabrielle Vincent et à l'impression de spontanéité qu'ils dégagent.
La conception visuelle des personnages se fonde en partie sur les albums et en partie sur des inventions dans l'esprit de l'univers des albums. Dans les premiers temps du projet, l'apparence d'Ernest et Célestine est très proche de celle que leur donnent les albums originaux. C'est au fil des dessins préparatoires que Benjamin Renner se rend compte qu'il a modifié involontairement les traits des deux personnages, même si Gabrielle Vincent elle-même avait évolué d'un album à l'autre dans sa façon de les dessiner. Célestine est celle dont l'aspect subit les modifications les plus visibles : son museau est plus court et son front plus marqué que dans les albums, ce qui humanise légèrement ses traits et rend ses différentes expressions plus faciles à travailler pour les animateurs,. L'harmonisation de cette adaptation des graphismes des personnages est assuré par l'animatrice Seï Riondet. Les vêtements portés par Ernest et Célestine, quant à eux, sont tous inspirés de ceux qu'ils portent dans les différents albums de la série. Seï conçoit par ailleurs les nombreux personnages principaux présents dans le scénario de Pennac mais sans équivalent dans les albums de Gabrielle Vincent, soit environ 174 personnages en tout.
Les paysages du film créés par Zaza et Zyk s'inspirent parfois des dessins de nature de Gabrielle Vincent, dans ou en dehors des albums d'Ernest et Célestine. Les scènes montrant des tribunaux s'inspirent d'un album de Vincent Je voudrais qu'on m'écoute, qui ne fait pas partie des Ernest et Célestine et raconte une fugue. La ville souterraine des rongeurs et les habits des gendarmes sont tributaires de l'univers du dessin animé de Paul Grimault Le Roi et l'Oiseau. Pour les scènes montrant la foule des policiers souris, qui inquiètent le producteur en raison du coût de leur animation, Benjamin Renner a l'idée d'un personnage collectif, une sorte de masse qui se déforme au fil des mouvements, idée inspirée notamment par les mouvements des monstres de Princesse Mononoké et du fantôme du Voyage de Chihiro, deux films de Hayao Miyazaki.

### Musique
La bande originale a été composée par Vincent Courtois. Elle inclut également deux chansons écrites par Thomas Fersen : l'une interprétée par lui-même, l'autre par Lambert Wilson.
Parmi les musiciens ayant participé à l'enregistrement, on note Louis Sclavis, Dominique Pifarély, Michel Godard, François Couturier et Vincent Courtois lui-même[réf. nécessaire].

### Animation
Les premières animations-tests, au tout début du projet, sont créées par Benjamin Renner, qui les envoie au producteur. Renner réalise ces animations à l'aide du logiciel Adobe Flash.
La production du film dure quatre ans.

## Accueil

### Accueil critique
Le film est projeté en première mondiale à la Quinzaine des réalisateurs, hors compétition, au Festival de Cannes 2012. Il reçoit un excellent accueil de la critique française. Dans Le Monde, Isabelle Régnier y voit « un ravissement de bout en bout », dont elle apprécie les dessins et le scénario qui respecte la série d'origine tout en inventant une intrigue originale et en développant une réflexion propre, « quelque chose d'un peu plus mordant, d'un peu plus politique ». Dans Libération, Éric Loret apprécie le travail sur les aquarelles et les ambiances sonores et est sensible à la portée sociale du scénario de Pennac, qui « a fourré l’univers pelucheux de Gabrielle Vincent au malaise politique ». Dans Le Journal du dimanche, Stéphanie Belpêche voit dans le film « un joyau du cinéma d'animation français » à l'histoire « intelligente et terriblement attendrissante ». Dans le quotidien gratuit Métro, Jennifer Lesueur apprécie le message d'entraide et d'amour véhiculé par le film et la qualité des dessins : « le film donne l'impression de feuilleter un album original, à l'aquarelle, où chaque geste, chaque regard est mesuré ».
L'accueil de la critique est également favorable ailleurs dans le monde. Le critique belge de la RTBF apprécie les dessins, la musique, et l'histoire « attachante et drôle tout en poussant à la réflexion sur la discrimination ». Dans Variety, Leslie Felperin voit dans Ernest et Célestine un « charmant film d'animation » (« charming animated feature ») et apprécie la fidélité d'ensemble du film à l'univers des livres ainsi que l'infléchissement apporté à l'histoire et à l'humour ; elle juge « adorable » le travail des principaux comédiens, mais s'interroge sur les doublages étrangers du film.

### Box-office
En France, le film, distribué par Studio Canal, sort le 12 décembre 2012, en même temps que Le Hobbit : Un voyage inattendu de Peter Jackson (grosse production américaine de fantasy), le drame américain Les Bêtes du sud sauvage de Benh Zeitlin, le thriller américain Arbitrage de Nicholas Jarecki et deux comédies françaises, Mes héros d'Éric Besnard et Télé Gaucho de Michel Leclerc. Ernest et Célestine, distribué sur 489 copies, cumule 170 049 entrées en première semaine,. À Paris, où le film est distribué sur 20 copies, il rassemble 1 679 spectateurs le jour de sa sortie, réalisant ainsi le deuxième meilleur démarrage parisien après Le Hobbit : Un voyage inattendu (4 370 entrées sur 28 copies). En deuxième semaine, le film fait 153 959 entrées, puis en rassemble 208 641 autres en troisième semaine, dépassant ainsi les 500 000 entrées avec 532 649 entrées. Avec 148 590 entrées en quatrième semaine, le film cumule 681 239 entrées après un mois d'exploitation. Il rassemble 47 670 spectateurs en cinquième semaine puis 27 035 autres en sixième semaine, totalisant ainsi après six semaines environ 756 000 entrées.
En Belgique, où le film est distribué par Cinéart, Ernest et Célestine sort le 19 décembre 2012 et est distribué dans 36 salles.

## Distinctions

### Récompenses
- Cinekid Festival 2011 : prix Cinekid
- Festival de Cannes 2012 : mention spéciale SACD dans le cadre de la Quinzaine des réalisateurs
- Festival du film de Sarlat 2012 : prix du jury jeune du meilleur film
- Festival du cinéma international en Abitibi-Témiscamingue 2012 : Prix Animé TVA Abitibi-Témiscamingue
- Mon premier festival de Paris 2012 : prix du public[22]
- Festival international du film de Dubaï 2012 : prix Muhr et Prix du public
- Festival du film de la jeunesse de Bellinzone 2012 : prix du meilleur film du jury "fuori le mura" [réf. nécessaire]
- César du cinéma 2013 : meilleur film d'animation[23]
- Festival international du film d'animation de Stuttgart 2013 : prix du meilleur long métrage d'animation[24]
- Festival international du film de Seattle 2013 : grand prix du jury « Films4Families »
- Festival international du film pour enfants d'Inde : éléphant d'or du meilleur film d'animation[25]
- Magritte du cinéma 2014 en Belgique : meilleur film, Meilleur réalisateur, Meilleur son[26]

### Nominations et sélections
- Festival du film de Los Angeles 2013
- Festival du film de Sundance 2014 : sélection « Sundance Kids »
- Grand prix de l'Union de la critique de cinéma 2013
- Oscars du cinéma 2014 : meilleur film d'animation
- Satellite Awards 2014 : meilleur film d'animation

## Produits dérivés et adaptations

### Album de la bande originale
L'album de la bande originale du film est édité en CD chez Milan Music. Il s'ouvre sur la chanson d'Ernest et Célestine, composée et écrite par Thomas Fersen, qui accompagne le générique de fin du film, puis en reprend la musique séquence par séquence, et se termine sur une version longue de la même chanson. Hormis la chanson d'Ernest, interprétée par Lambert Wilson, la musique du film est orchestrale. Les deux personnages principaux ont chacun leur thème : celui de Célestine est caractérisé par le piano et la clarinette, tandis que celui d'Ernest est joué au violon.
Sur le site de critique de musiques de films Cinézik, Benoit Basirico donne une critique favorable de la bande originale, estimant que Vincent Courtois a composé « une partition enlevée et mélodique, pouvant s'écouter seule comme un disque de jazz tout en caractérisant les personnages et illustrant l'action ».

### Ouvrage d'après le film
Un livre illustré racontant l'histoire du film, Ernest et Célestine : le livre du film, est écrit par Daniel Pennac et illustré par Benjamin Renner d'après l'œuvre de Gabrielle Vincent et paraît aux éditions Casterman en 2012.

### Adaptation en occitan
Ernest et Celestine a été doublé en occitan par l'association Conta'm et le soutien des régions Aquitaine, Midi-Pyrénées et Rhône-Alpes ainsi que du département des Pyrénées-Atlantiques sous le titre Ernèst e Celestina (la même association a par la suite demandé et obtenu un accord pour doubler Paddington et Heidi).
Le principe du doublage est : certains rôles sont adaptés en béarnais/gascon et d'autres en languedocien occidental.

### Série télévisée
Une série télévisée est adaptée du film, Ernest et Célestine, la collection, composée de 26 épisodes de 13 minutes et diffusée sur France 5 à partir du 1er avril 2017. Fin 2017, une sélection de quatre épisodes de la série sort en salles sous le titre Ernest et Célestine en hiver.

### Suite au cinéma
Un second long métrage, Ernest et Célestine : Le Voyage en Charabie, est réalisé par Julien Chheng et Jean-Christophe Roger, qui ont préalablement travaillé sur la série télévisée. Il est présenté en juin 2022 lors du Festival du film d'animation d'Annecy. La sortie en salles a eu lieu le 14 décembre 2022.